# Anopheles rufipes
Anopheles rufipes este o specie de țânțari din genul Anopheles. A fost descrisă pentru prima dată de Lewis Henry Gough în anul 1910. Conform Catalogue of Life specia Anopheles rufipes nu are subspecii cunoscute.